# Château de Werenwag

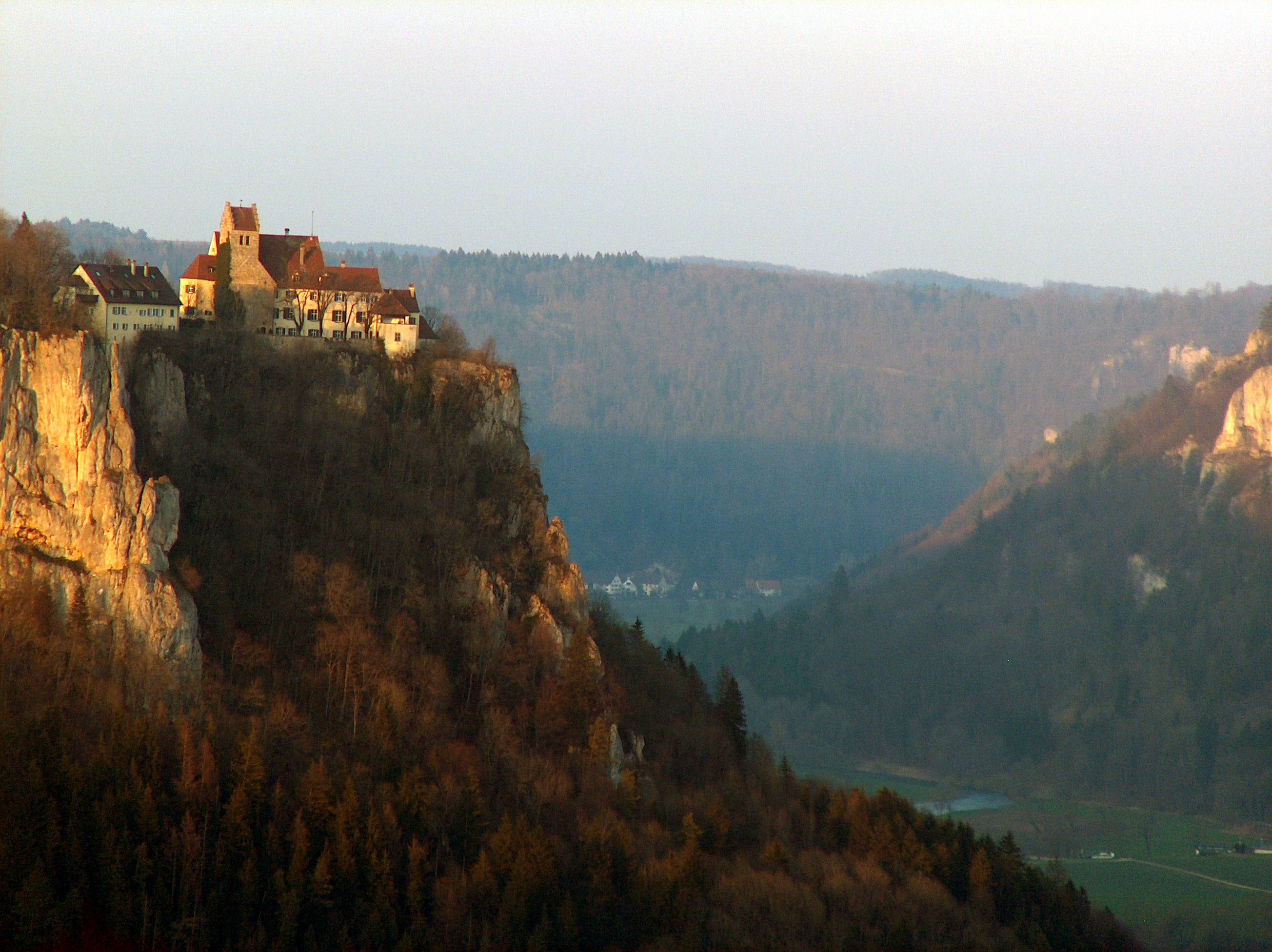
Château de Werenwag – côté ouest

Le château de Werenwag est situé sur un éperon rocheux dans la vallée supérieure du Danube, dans le district de Langenbrunn, commune de Beuron, dans le district de Sigmaringen. Le château appartient aujourd'hui à la maison de Fürstenberg. Il est habité et n'est pas ouvert au public.

## Histoire

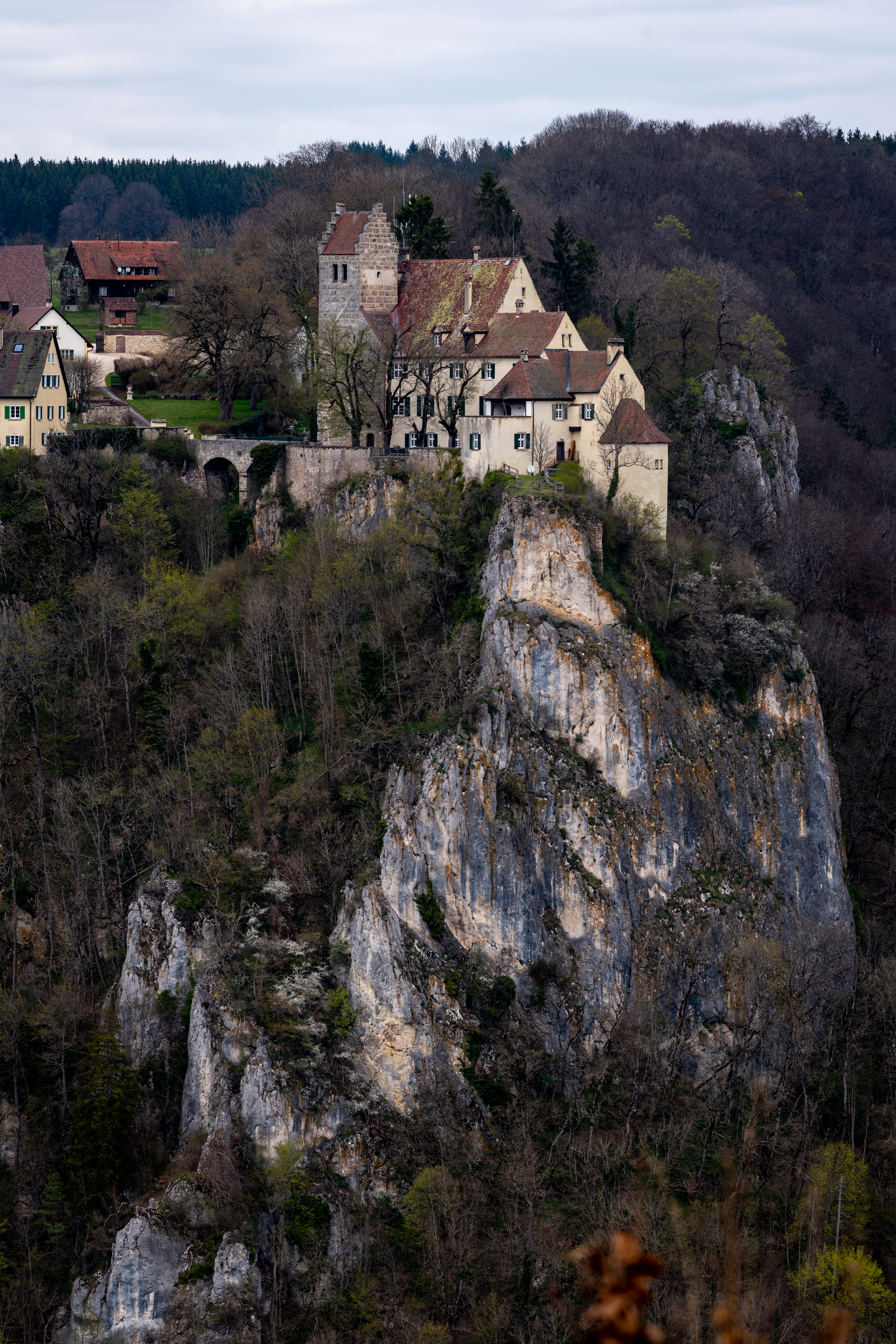

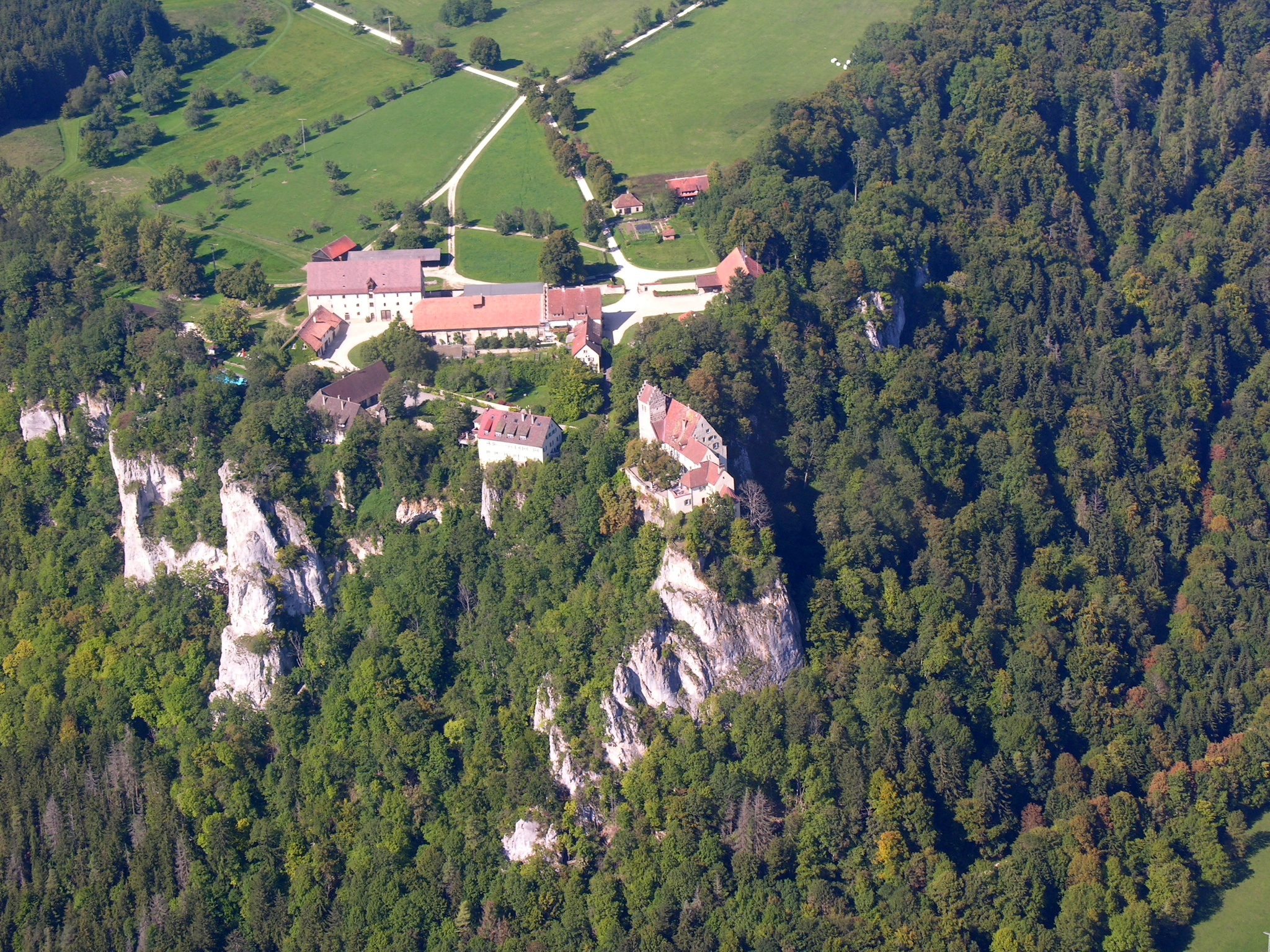
Werenwag du sud

Werenwag remonte à un château du haut Moyen Âge. Il fut construit vers 1100 et appartenait aux nobles libres de First. Le donjon date du XIIe siècle.
Les seigneurs de Werenwag étaient, au Bas Moyen Âge, des vassaux des Hohenberg et des Habsbourg. Hugo von Werenwag était un ménestrel. En 1303, un Albrecht von Werenwag est mentionné. Le château de Werenwag était le centre de pouvoir de la seigneurie homonyme. En 1459, Marquard von Werenwag vendit Burgstall et le village d'Ensisheim à Renhard von Melchingen. En 1629, les comtes de Fürstenberg acquirent le château, qu'ils vendirent en 1721 aux barons d'Ulm zu Erbach. Ce n'est qu'en 1830 que Werenwag revint dans le patrimoine des princes de Fürstenberg. En 1891, le château fut ravagé par un incendie et, le 16 novembre 1911, il subit des dommages lors d'un tremblement de terre dans la zone de faille d'Albstadt-Scher : la tour et l'escalier adjacent présentèrent de grandes fissures, et des dalles de pierre tombées des créneaux de la tour endommagèrent le toit.
Le château de Werenwag sert encore aujourd'hui de résidence à la branche familiale de Maximilian Egon zu Fürstenberg (1896–1959).

## littérature
- Günter Schmitt : Werenwag. Dans : Günter Schmitt : Guide du château du Jura souabe. Tome 3 : Vallée du Danube. Randonnée et découverte entre Sigmaringen et Tuttlingen . Biberacher Verlagsdruckerei, Biberach 1990,  (ISBN 3-924489-50-5), pp.
- Joseph Stöckle : Werenwag dans la Donauthale. Avec en plus : Extraits et commentaires des livres touristiques. Edité selon les sources . Imprimerie Karl Willi, Messkirch 1893.
- Louise Otto-Peters : Le Rossignol de Werawag (roman en quatre volumes), Fribourg 1887.
- Louise Otto : Le Rossignol de Werawag . Poème. Dans : Mon parcours de vie. Poèmes de cinq décennies . 1. édition. Moritz Schäfer, Leipzig 1893, pp. 286-290 ; Texte intégral ( Wikisource ).

## Liens Internet
- Château de Werenwag. Palais et châteaux du Bade-Wurtemberg
- Modèle 3D du château de Werenwag

## Preuve individuelle
1. ↑  Sandra Häusler (sah): Ausblick auf die schöne Heimat. In: Südkurier, 9. September 2011
2. ↑  Das Land Baden-Württemberg: amtliche Beschreibung nach Kreisen und Gemeinden. Band 7: Regierungsbezirk Tübingen. Verlag W. Kohlhammer, 1978,  (ISBN 3-17-004807-4)
3. ↑  Bestand Ho156 T1 Nr3 auf Landesarchiv-BW.de
4. ↑  Bestand Ho156 T1 Nr16